# 辻本豪三
辻本 豪三（つじもと ごうぞう、1953年2月 - ）は、日本の薬理学、生物系薬学研究者。元京都大学薬学部教授。ゲノム創薬の第一人者。

## 来歴
奈良県出身。1978年、北海道大学医学部卒業。淀川キリスト教病院、東京女子医科大学脳神経センター、東京国立病院、スタンフォード大学への留学を経て、1984年、山梨医科大学薬理学教室助手、のち講師。1985年、「Desensitization of β-adrenergic receptor-mediated vascular smooth muscle relaxation（アドレナリン作働性β受容体を介する血管弛緩反応の脱感作現象）」により、信州大学から医学博士を取得。1989年、文部省在外研究によりアメリカ国立衛生研究所・国立がんセンターへ派遣、引き続き1990年にメリーランド大学ボルチモア校 (University of Maryland, Baltimore) 招聘教授として米国に滞在。1991年、国立小児病院（国立成育医療研究センターの前身の一つ）小児医療研究センターを経て、2002年、京都大学大学院薬学研究科教授。
辻本が研究するゲノム創薬は、ヒトゲノムの解析を基に、新しい薬物療法を開発し、最終的には至適薬物療法（テーラーメード医療）の実現を目指すものである。腎炎の進行に関与する酵素の特定、肥満の原因遺伝子の発見など、一般に注目される研究成果も上げた。
辻本は、2012年6月28日付で「一身上の都合」により京都大学を退職した。その後、2012年7月31日に至り、京都大学が行った物品購入に絡む収賄の容疑で、東京地方検察庁特別捜査部に逮捕された。2014年2月17日、東京地方裁判所で懲役2年・追徴金940万円の実刑判決が言い渡された。その後控訴し、2015年2月26日に、二審の東京高等裁判所にて懲役1年8ヶ月・追徴金940万円の実刑判決となり、翌年の8月30日付けで上告が棄却され、高裁判決が確定した。すでに退職していたため、京都大学からは懲戒解雇相当の処分を受けている。京都大学は、研究費が不正使用されたとして辻本に約1億5000万円の損害賠償を求める訴訟を起こし、2019年11月5日、京都地方裁判所は全額の支払いを命じた。

## 著書

### 単著
- α交感神経受容体の分子治療学―遺伝子から機能へ、メディカルレビュー社、1997

### 主な共編著
- 21世紀の創薬科学 石井威望監修、辻本豪三、田中利男、野口照久共編、共立出版、1998
- ゲノム創薬―創薬のパラダイムシフト (ポストシークエンスのゲノム科学) ：古谷利夫、辻本豪三、増保安彦共編著、中山書店、2001
- わかる! 使える! DNAマイクロアレイデータ解析入門：Steen Knudsen、塩島聡、辻本豪三、松本治、羊土社、2002
- 標準医療薬学 薬理学 (STANDARD TEXTBOOK) ：辻本豪三、小池勝夫共編著、医学書院、2009